# أتاكاميت
أتاكاميت أو أتَكَمِيت هو معدن من معادن الهاليدات لفلز النحاس، ولوحدته البلورية الصيغة الكيميائية Cu2Cl(OH)3، وتوجد بلوراته على هيئة بلورات موشورية رفيعة أو ليفية أو حبيبية متراصة أو كتلية؛ وهي ذات لون أخضر إلى أخضر مسود.
اكتشف هذا المعدن أول مرة في صحراء أتاكاما، وتنسب إليها تسمية هذا المعدن.